# 滦水谷之战
滦水谷之战是唐朝与契丹、奚的战争中的一次战役。指唐玄宗开元二年（714年）七月，唐朝为收复营州（今辽宁省朝阳市），派并州长史薛讷率军进攻契丹，在滦水谷（今河北省承德市滦河山谷）战败。
营州在武周时被契丹攻占，营州寄治渔阳。开元二年正月，营州都督听闻靺鞨、奚、霫部落都想归唐，如果重建营州，他们会全部归附。并州长史、和戎大武等军州节度大使薛讷相信了，奏请唐玄宗进击契丹，收复营州。唐玄宗因冷陉之战的战败，想要讨伐契丹，于是不听姚崇等人的劝阻，于正月二十五日派薛讷率军讨伐契丹。
七月，薛讷和左监门卫将军杜宾客、定州刺史崔宣道等率兵六万，途径檀州（治密云县，今北京市密云区）攻打契丹。杜宾客认为夏天士卒穿着铠甲手执兵器，携带粮草，深入敌境，难以成功。薛讷不听，继续进军。抵达滦水山谷中，中了契丹伏兵，前后堵截。敌人从山上向下攻击，唐军大败，十有八九都战死，只有薛讷和几十个骑兵突围。率领后军的崔宣道，听说前军战败，于是撤退。薛讷把责任推给崔宣道和李思敬等人，唐玄宗将崔李二人斩杀。薛讷免死，剥夺官爵，杜宾客被赦免。